# UFC on ABC: Vettori vs. Holland
UFC on ABC: Vettori vs. Holland (även UFC on ABC 2 och UFC Vegas 23) var en MMA-gala anordnad av UFC. Den ägde rum 10 april 2021 vid UFC APEX i Las Vegas, NV, USA.

## Bakgrund
Huvudmatchen var en mellanviktsmatch mellan Marvin Vettori och Kevin Holland. Den senare tangerade med sina 21 dagar sedan sin senaste huvudmatch rekordet på kortast tid mellan två huvudmatcher. Rekordet delar han med Deiveson Figueiredo (UFC 255 till UFC 256, 2020) och Michael Bisping (UFC 217 till UFC Fight Night 122, 2017).
Det här var den första galan med UFC:s nya klädpartner Venum. De ersatte Reebok, vilka från 2014 och fram till förra galan varit UFC:s partner.

## Ändringar
Huvudmatchen var ursprungligen bokad mellan Darren Till och Marvin Vettori men 30 mars 2021 drog sig Till ur matchen på grund av ett brutet nyckelben. Redan nästa dag, 1 april, meddelades det att Kevin Holland accepterat att på nio dagar varsel ersätta Till som Vettoris motståndare i huvudmatchen.
Bea Malecki skulle ha mött Norma Dumont i en bantamviktsmatch, men en vecka innan galan drog sig Malecki ur matchen på grund av en skada. Hon ersattes av UFC-debutanten Erin Blanchfield.

### Invägning
Vid invägningen strömmad via Youtube vägde utövarna följande:
1. ↑  Bahamondes missade vikten, och fick böta 20 % av sin purse till motståndaren[8]
2. ↑  Dumont missade vikten med såpass mycket att matchen ströks av NSAC, sportkommissionen i Nevada[9]

## Resultat

### Bonusar
Följande MMA-utövare fick bonusar om 50 000 USD vardera:
- Fight of the Night: Sam Alvey vs. Julian Marquez
- Performance of the Night: Mackenzie Dern och Mateusz Gamrot